# 金沙路街道
金沙路街道是中华人民共和国陕西省榆林市榆阳区下辖的一个街道办事处。

## 行政区划
金沙路街道下辖以下村级行政区划单位：
金苑社区、金榆社区、金林社区、福利路社区、恒安路社区、钟阳社区。